# Przykop (województwo podkarpackie)
Przykop – wieś w Polsce, położona w województwie podkarpackim, w powiecie mieleckim, w gminie Padew Narodowa}. Wieś leży w północnej części gminy nad rzeką Wisłą.
| SIMC    | Nazwa       | Rodzaj    |
| ------- | ----------- | --------- |
| 0803354 | Dwór        | część wsi |
| 0803360 | Koło Szkoły | część wsi |

Wierni Kościoła rzymskokatolickiego należą do parafii Przemienienia Pańskiego w Domacynach położonej w dekanacie Baranów Sandomierski w diecezji sandomierskiej.
Z miejscowości Przykop pochodzi Eugeniusz Kielek, polski działacz związkowy, poseł na Sejm RP.